# Either Way
Either Way (originaltitel: Á annan veg) är en isländsk dramafilm från 2011 i regi av Hafsteinn Gunnar Sigurðsson. Filmen nominerades till Nordiska rådets filmpris.